# Hans van den Broek
Hans van den Broek ( pronunciació en neerlandès (?·pàg.)) (París, França, 11 de desembre de 1936 - 22 de febrer de 2025), fou un advocat i polític neerlandès que fou ministre al seu país i membre de la Comissió Europea entre 1993 i 1999.

## Biografia
Va néixer l'11 de desembre de 1936 a la ciutat de París. Va estudiar dret a la universitat, i inicià a la dècada del 1960 una carrera d'advocat.
Va ser president de l'Institut de Relacions Internacional dels Països Baixos i de la Ràdio Pública del país. També va ser conseller de la Fundació Global Panel.
Estava casat amb Josee van den Broek-van Schendel, amb la qual va tenir dues filles, una de les quals és la Princesa Marilène d'Orange-Nassau, casada amb el Príncep Maurits d'Orange-Nassau, nebot de la reina Beatriu I dels Països Baixos.

## Activitat política
Membre del Katholieke Volkspartij (KVP), va iniciar la seva activitat política sent membre del consell municipal de Rheden entre 1970 i 1974. Posteriorment entre 1976 i 1981 fou membre de la Tweede Kamer, la cambra baixa de representants, com a representant del KVP, i posteriorment del Christen Democratisch Appèl (CDA).
L'any 1982 fou nomenat pel Primer Ministre dels Països Baixos Ruud Lubbers Ministre d'Afers Exteriors, càrrec que desenvolupà durant 11 anys. L'any 1991 fou un dels negociadors de la Unió Europea que signà l'Acord de Brioni, pacte que posà fi a la Guerra d'Eslovènia.
El gener de 1993 fou nomenat membre de la Comissió Delors III, en la qual va esdevindre Comissari Europeu de Relacions Exteriors i Ampliació, càrrec que va mantenir fins al març de 1995. En la formació de la Comissió Santer el gener de 1995 continuà amb la cartera responsable de l'Ampliació de la Unió Europea, especialment en les Relacions amb el Centre i l'Est d'Europa, càrrec que també va mantenir de forma interina en la Comissió Marín fins al setembre de 1999.